# شهرستان آیانو-مایسکی
شهرستان آیانو-مایسکی (به لاتین: Ayano-Maysky District) یک شهرستان در روسیه است که در سرزمین خاباروفسک واقع شده‌است.